# أيل إلد
أيل إلد (الاسم العلمي Eld's deer)، نوع من فصيلة الأيل، موطنه بنغلاديش والهند وتايلاند وكمبوديا ولاوس وبورما والصين وفيتنام. كبير الجثة مستطيل الشكل، يبلغ طوله 200 سم وعلوه 115. لونه إلى السمرة، يغبر في الصيف ويعبق في الشتاء، يألف المناقع وضفاف الأنهر، أجله في الصيف يعد من 8 إلى 12 ويعد في الشتاء من 50 إلى 60.
وهو من الأنواع المهددة بالانقراض.